# Eric Bell (cầu thủ bóng đá, sinh 1922)
Eric Bell (13 tháng 2 năm 1922 – 2004) là một cầu thủ bóng đá người Anh thi đấu ở Football League cho Blackburn Rovers. Trước đây ông thi đấu cho Blyth Shipyard.